# Diocèse catholique de Moosonee
Le diocèse de Moosonee, dans la province de l'Ontario, au Canada, est une ancienne juridiction de l'Église catholique au Canada, érigée en 1967.

## Historique
Le 3 décembre 1938, le pape Pie XI a érigé le vicariat apostolique de la Baie James à partir de cessions de territoires du diocèse de Haileybury et du vicariat apostolique du Nord de l'Ontario. Son territoire comprenait le nord de l'Ontario et une partie du Québec. 
Le vicariat apostolique de la Baie James a été élevé au rang de diocèse le 13 juillet 1967 par le pape Paul VI et rebaptisé diocèse de Moosonee. Il a été rattaché à l'archevêché de Keewatin-Le Pas en tant qu'évêché suffragant. Le 31 mai 2007, l'évêché de Moosonee a cédé la partie de son territoire appartenant au Québec à l'évêché d'Amos, de sorte que son territoire ne comprenait plus que le nord de l'Ontario. 
Le 3 décembre 2018, le pape François a uni le diocèse de Moosonee à celui de Hearst pour former le diocèse de Hearst-Moosonee. Celui-ci est subordonné à l'archevêché d'Ottawa-Cornwall en tant que suffragant. L'ancien évêque de Hearst, Robert Bourgon, qui administrait déjà le diocèse de Moosonee depuis 2016 en tant qu'administrateur apostolique, a été nommé évêque du diocèse unifié.

## Vicaires apostoliques et évêques
- Henri Belleau, O.M.I. (1939 - 1964), vicaire apostolique
- Jules Leguerrier, O.M.I. (1964 - 1991), vicaire apostolique (1964 - 1967), puis évêque (1967 - 1991)
- Vincent Cadieux (de), O.M.I. (1991 - 2016) (également évêque de Hearst à partir de 2007) 
  - Robert Bourgon, administrateur apostolique (2 février 2016 - ) (également de évêque de Hearst[1],[2])